# Panpepato

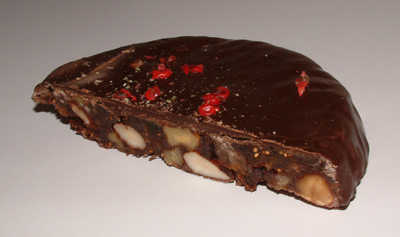
Panpepato, relleno con almendras, avellanas, piñones, pimienta, canela, nuez moscada, ralladura de naranja y lima.

El panpepato (en italiano: "pan con pimienta") o pampepato es un tipo de pan dulce redondo típico de la Provincia de Ferrara, Siena, la Provincia de Terni, de Sabinia y el Valle Latina. El panpepato es un tipo de panforte.

## Preparación
El panpepato se prepara siguiendo métodos tradicionales a partir de una gama de ingredientes que incluyen frutos y nueces tales como almendras, avellanas, piñones, nueces, pimienta, canela, nuez moscada, y ralladuras de naranja y de lima, mezclados de acuerdo a las distintas variantes con o sin cacao, miel, harina, o mosto de uva cocido.
Luego la torta es cocida en un horno (preferentemente de leña). Luego de horneado, se le recubre con una capa de chocolate. Por lo general se le prepara y consume para Navidad. Antiguamente cada familia preparaba el suyo, utilizando recetas propias de cada hogar.

## Historia
El panpepato es "el descendiente directo de los panes dulces medievales."

### Pampapato di Ferrara
Los orígenes del pampapato de Ferrara se remontan a la tradición de preparar los llamados «panes enriquecidos» durante las fiestas de Navidad (en dialecto también se llama «Pan da Nadàl»). La receta nació probablemente en los conventos de clausura de la zona de Ferrara, en torno al siglo XVII, cuando el Estado de la Iglesia había extendido su dominio sobre el territorio (la propia etimología se dice que deriva de la locución «Pan del Papa» y la forma del pastel recuerda sin duda la del papalina), reelaboración de un postre a base de frutos secos y especias que se preparaba en el siglo XV en la corte ducal de los Estensi en la época de Borso d'Este (cuando aún no se conocía lo que sería el ingrediente principal, el chocolate).  
De hecho, el pampapato de Ferrara suele estar hecho de chocolate negro, tanto en la masa como en el glaseado del exterior, de unos 4 mm de espesor. Avellanas, almendras, piñones, fruta confitada (mostarda), pasas sultanas, nueces, canela, un toque de pimienta y el claro predominio del aroma a chocolate negro son los sabores de este pastel que, recordemos, debe comerse fresco y blando, evitándolo si está duro y seco (viejo).